# 前田朗
前田 朗（まえだ あきら、1955年 - ）は、日本の法学者（刑事人権論・戦争犯罪論）。東京造形大学名誉教授。アフガニスタン国際戦犯民衆法廷実行委員会共同代表。無防備地域宣言運動全国ネットワーク呼びかけ人。日本民主法律家協会理事、在日朝鮮人人権セミナー事務局長。日韓つながり直しキャンペーン2015共同代表。

## 経歴・人物
北海道札幌市生まれ。北海道札幌西高等学校卒業。
中央大学法学部法律学科卒業。1987年、中央大学大学院法学研究科博士後期課程満期退学。
1990年4月東京造形大学造形学部専任講師。同助教授、教授を経て名誉教授。
1998年11月 - 2000年10月、青年法律家協会東京支部長。
戦前期における日本の軍事活動への批判や、米国ブッシュ政権への批判活動を積極的に行っていることで知られる。

### 北朝鮮との関係・言及
- 在日朝鮮人の人権に関する運動を行っている。2002年に金正日が犯行を認めた北朝鮮による日本人拉致問題については、刑事法学者として《『拉致疑惑』の刑事法的検討》と題して2001年4月に岩波書店の世界に「拉致が事実だとすれば、国家主権の侵害であり、刑事犯罪であり、基本的人権の侵害」とはしたが、「日本政府は捜査上の理由をタテに証拠を明示していない。これでは法的手続に則って真相を究明することはできず、北朝鮮への非難も単なる誹謗中傷にしかならない。」と『拉致疑惑』提起する者を批判して「犯罪事実を示す根拠があるならば、国交正常化を図り、根拠を明示して解決をめざすべき」などと主張していた[3]。
- 1998年8月31日に北朝鮮が周辺国への事前通告も告知もなしに打ち上げた「衛星」と称したミサイルを大気圏外へ突入させた後に日本列島上空を通過し太平洋上に落下させた事案（北朝鮮によるミサイル発射実験 (1998年)）について、「北朝鮮から事前通告がなかった」と非難する日本政府の姿勢に対し、衛星打ち上げを日本が北朝鮮に対して事前通告、中国に対して事前通告を行うよう求めたことがないとして日本が批判することは相互主義に反すると主張している。しかし、日本はいつ、どこで、何を打ち上げるかきちんと事前にマスコミなどを通して国内外へ告知しているし[4]、北朝鮮はそれでも批判している[5]。また、この事案に際し、在日朝鮮人への嫌悪が起きると予測された事態に対し、政府もマスコミもなんら対策を取らないとして批判している。
- 前田は朝鮮大学校においても政治経済学部講師として教鞭を執っている。

### 無防備地域宣言
- 無防備地域宣言運動全国ネットワーク呼びかけ人として、「無防備地域宣言を行えば、国家間において交戦状態になったとしても、少なくともその地域においては、市民が戦闘に巻き込まれる危険は軽減される」という信条を主張している。

### 「歴史否定犯罪法」
- 植民地支配下で強行された虐殺と拷問を否定する発言を処罰する「歴史否定犯罪法」の制定を提案している[6][7]。

## 著書

### 単著
- 『鏡の中の刑法』水曜社、1992
- 『戦争犯罪と人権』明石書店、1998
- 『平和のための裁判』水曜社、2000年増補版
- 『戦争犯罪論』青木書店、2000
- 『人権ウオッチング（思想膿漏）に御用心』凱風社、2000
- 『刑事人権論』水曜社、2002
- 『ジェノサイド論』青木書店、2002
- 『民衆法廷の思想』現代人文社、2003
- 『侵略と抵抗 平和のための戦争犯罪論』青木書店、2005
- 『市民の平和力を鍛える』K.I.メディア、2006
- 『刑事法再入門』インパクト出版会 、2007
- 『民衆法廷入門 平和を求める民衆の法創造』耕文社、2007
- 『軍隊のない国家―27の国々と人びと』日本評論社、2008 ISBN 978-4-535-58535-5
- 『人道に対する罪 グローバル市民社会が裁く』青木書店、2009
- 『非国民がやってきた! 戦争と差別に抗して』耕文社、2009
- 『ヘイト・クライム ―憎悪犯罪が日本を壊す―』三一書房労働組合、2010
- 『増補新版 ヘイト・クライム』三一書房、2013、ISBN 978-4-380-13012-0
- 『ヘイト・スピーチ法 研究序説 ―差別煽動犯罪の刑法学―』三一書房、2015、ISBN 978-4-380-15000-5
- 『黙秘権と取調拒否権 ―刑事訴訟における主体性―』 三一書房、2016、ISBN 978-4-380-16008-0
- 『ヘイト・スピーチ法 研究原論 – ヘイト・スピーチを受けない権利』三一書房、2019、ISBN 978-4-380-18012-5
- 『ヘイト・スピーチと地方自治体 – 共犯にならないために』三一書房、2019 ISBN 978-4-380-19007-0
- 『憲法９条再入門  その理念と思想を生かすために』三一書房、2020、ISBN 978-4-380-20004-5
- 『ヘイト・スピーチ法研究要綱 – 反差別の刑法学』三一書房、2021、ISBN 978-4-380-21005-1
- 『ジャーナリストたち ― 闘う言論の再生を目指して』三一書房 2022、ISBN 978-4-380-22006-7 　C0036

### 共編・共著
- 『無防備地域宣言で憲法9条のまちをつくる』
- 『闘う平和学』三一書房、加藤朗、木村朗と共著　2014、ISBN 978-4-380-14000-6
- 『なぜ、いまヘイト・スピーチなのか ―差別、暴力、脅迫、迫害―』三一書房、2013、ISBN 978-4380130090
- 『「慰安婦」問題の現在―「朴裕河現象」と知識人』三一書房、2016、ISBN 978-4-380-16001-1
- 『ヘイト・クライムと植民地主義 − 反差別と自己決定権のために』三一書房、2018、ISBN 978-4-380-18003-3
- 『思想はいまなにを語るべきか − 福島・沖縄・憲法』高橋哲哉と共著　三一書房、2018、ISBN 978-4-380-18006-4
- 『新にっぽん診断 – 腐敗する表層、壊死する深層』斎藤貴男と共著　三一書房、2020、ISBN 978-4-380-20008-3
- 『希望と絶望の世界史 ― 転換期の思想を問う』的場昭弘と共著　三一書房、2024年。ISBN 978-4-380-24003-4

ほか